# Anna Gaylor

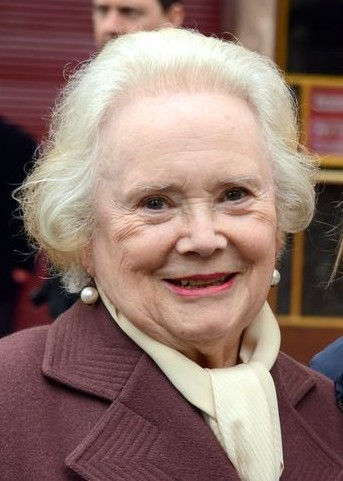
Anna Gaylor 2014

Anna Gaylor (* 13. Mai 1932 in Paris; † 20. September 2021 in Saint-Denis) war eine französische Schauspielerin.

## Leben
Am Conservatoire national supérieur d’art dramatique ausgebildet, gab Anna Gaylor ihr Bühnendebüt. Nach Rollen in TV-Produktionen und Nebenrollen in zwei Filmen André Hunebelles, als Louisette in Liebe, Frauen und Paris (1956) und als Geneviève in Junge Rosen im Wind (1957), spielte sie Hauptrollen in zwei englischen Produktionen: neben Stephen Boyd als Lise im Kriegsdrama Seven Thunders (1957) und als Thea in Ken Annakins Gnadenloser Dschungel (Nor the Moon by Night, 1958).
Nach Hauptrollen in französischen Filmen – u. a. als Juliette in Les lionceaux (Die verräterische Stimme/Bittere Frucht der Liebe, 1960) – und im dänischen Film Min kone fra Paris (1961) spielte Anna Gaylor 1964 die Viviane in Alain Jessuas Das umgekehrte Leben. Es war der Beginn einer langen Zusammenarbeit mit Jessua, den Gaylor heiratete. Sie spielte unter anderem in seinen Filmen Mordgeschichten (1967), Der Schocker (1973), Der Erpresser (1977), Frankenstein 2000 (1984) und Mord-Skizzen (1988).
Im Fernsehen errang sie große Popularität mit der 60-teiligen Serie Les oiseaux rares (1969). Gemeinsam mit Serien-Gatte Guy Saint-Jean, häufiger Partner Gaylors in Jessuas Filmen, erlebte sie als Mutter der unangepassten Töchter (Claude Jade und Dominique Labourier zu Beginn ihrer Karrieren) anarchischen Serienspaß.
Mitte der 1970er Jahre wurden ihre Rollen kleiner (u. a. Der Unverbesserliche, Ein verrücktes Huhn). In den 1980er Jahren unter anderem als singende Mutter einer Liebenden in Jacques Demys Ein Zimmer in der Stadt (1982) besetzt, waren es in den 90er Jahren ebenfalls Nebenrollen als Mütter in Komödien wie Die Besucher (1993) und Neun Monate (1994). Auch in den 2000er Jahren mangelte es nicht an Rollen, so spielte sie 2011 unter der Regie von Christian Clavier in Zum Glück bleibt es in der Familie dessen Mutter. 2012 begann sie mit der Rolle der Ex-Kommissarin Judith Schultz in der Komödienserie Storsky et Futch eine erneute TV-Karriere.

## Filmografie (Auswahl)
- 1956: Liebe, Frauen und Paris (Mannequins de Paris)
- 1957: Junge Rosen im Wind (Les Collégiennes)
- 1957: Seven Thunders
- 1958: Velaba ruft (Nor the Moon by Night)
- 1960: Die Katze zeigt die Krallen (La Chatte sort ses griffes)
- 1960: Bittere Frucht der Liebe (Les lionceaux)
- 1961: Min kone fra Paris (Meine Frau aus Paris) (DK)
- 1964: Das umgekehrte Leben (La vie à l’envers)
- 1967: Mordgeschichten (Jeu de massacre)
- 1967: Allô Police (Fernsehserie, 1 Folge)
- 1969: Les oiseaux rares (Fernsehserie)
- 1972: Die rote Kapelle (Fernsehserie, Folge 5: Das Netz zerreißt)
- 1973: Der Schocker (Traitement de choc)
- 1973: Die Löwin und ihr Jäger (Les Granges brûlées)
- 1974: Der große Blonde mit dem blauen Auge (Juliette et Juliette)
- 1974: Der lange Blonde mit den roten Haaren (La moutarde me monte au nez)
- 1975: Cousin, Cousine
- 1975: Der Unverbesserliche (L’incorrigible)
- 1977: Der Erpresser (Armaguedon)
- 1977: Zähme mich – liebe mich (Julie pot-de-colle)
- 1977: Ein verrücktes Huhn (Tendre poulet)
- 1979: Edouard, der Herzensbrecher (Le Cavaleur)
- 1979: Die Hunde (Les chiens)
- 1980: Wer hat den Schenkel von Jupiter geklaut? (On a volé la cuisse de Jupiter)
- 1980: Kommissar Moulin (Commissaire Moulin, Fernsehserie, 1 Folge)
- 1982: Brainwash – Ein Mann in Bestform (Paradis pour tous)
- 1982: Ein Zimmer in der Stadt (Une chambre en ville)
- 1984: Frankenstein 2000 (Frankenstein 90)
- 1984: Cheech & Chong – Weit und breit kein Rauch in Sicht (Cheech & Chong’s The Corsican Brothers)
- 1985: Die Familienpyramide (L’Été prochain)
- 1986: La Gitane – Nichts als Ärger mit den Frauen (La gitane)
- 1986: Blues Cop (Le Môme)
- 1988: Mord-Skizzen (En toute innocence)
- 1991: Benjamin (Aujourd’hui peut-être …)
- 1991: Gemischtes Doppel (Les clés du paradis)
- 1993: Die Besucher (Les visiteurs)
- 1994: Neun Monate (Neuf mois)
- 1995: Die Schutzengel (Les Anges gardiens)
- 1997: Duell der Degen (Le Bossu)
- 2000: Meilleur espoir féminin
- 2001: Grégoire Moulin gegen den Rest der Welt (Grégoire Moulin contre l’humanité)
- 2003: Die Herzen der Männer (Le cœur des hommes)
- 2004: Viper in der Faust (Vipère au poing)
- 2006: Kommissar Navarro (Navarro, Fernsehserie, 1 Folge)
- 2007: Le cœur des hommes 2
- 2011: After Fall, Winter
- 2011: Zum Glück bleibt es in der Familie (On ne choisit pas sa famille)
- 2013: Le cœur des hommes 3
- 2016: Encore heureux
- 2017: Eine bretonische Liebe (Ôtez-moi d’un doute)
- 2018: A Breath Away (Dans la brume)